# Poeta maldito

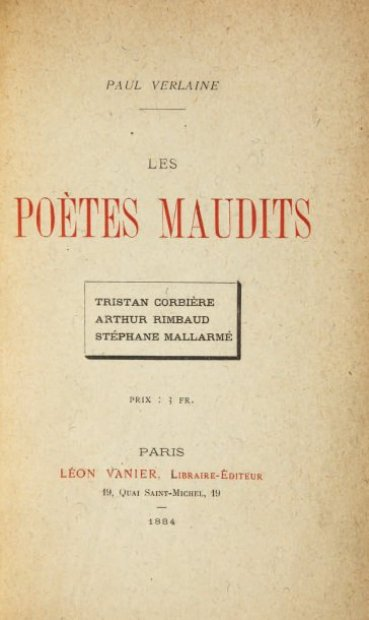
Primeira edição de 1884.

Poeta maldito (em francês: poète maudit) é um termo utilizado para referir os poetas que mantêm um estilo de vida que pretende demarcar-se do resto da sociedade, considerada como meio alienante e que aprisiona os indivíduos nas suas normas e regras, excluindo-se mesmo dela ao adoptar hábitos considerados autodestrutivos, como o abuso de drogas. Sob este conceito está o mito de que o génio criador tem terreno especialmente fértil entre indivíduos mergulhados num ambiente de insanidade, crime, violência, miséria e melancolia, frequentemente resultando no suicídio ou outro género de morte prematura. A rejeição de regras manifesta-se também, geralmente, com a recusa em pertencer a qualquer ideologia instituída. A desobediência, enquanto conceito moral exemplificado no mito de Antígona é uma das características dos poetas malditos.
Os escritores do Romantismo utilizaram o termo, aplicando-o a François Villon (1431-c. 1474), considerado, por isso, como sendo o primeiro poeta maldito da história da literatura. O autor da expressão foi Alfred de Vigny, que a utilizou em 1832 na sua peça dramática Stello, onde se refere aos poetas como "la race toujours maudite par les puissants de la terre" ("a raça sempre maldita para os poderosos da terra").
O termo popularizou-se a partir da sua utilização para referir-se a um grupo de poetas, emprestado de uma série de artigos dos anos de 1884-1888 de Paul Verlaine intitulado "Les poètes maudits" (Os poetas reprovados), no "Boletim Lutèce", no qual poetas como Tristan Corbière, Rimbaud e Mallarmé eram enfatizados.
Charles Baudelaire, Paul Verlaine, Arthur Rimbaud e  Lautréamont são considerados exemplos típicos.
O termo é relevante para as vanguardas do século XX, não apenas porque alguns dos seus precursores foram qualificados como malditos, mas porque estas, com sua postura polemista, iconoclasta, tendiam a sofrer grande resistência nos meios culturais.
Em diversas ocasiões na história, normalmente por razões políticas, grupos de poetas precisaram se colocar à margem dos meios tradicionais de difusão de cultura, a fim de manterem viva a sua arte. Isto se deu no Brasil, com a chamada Poesia marginal, por exemplo.
De certa forma, o termo poderia ser aplicado e, de fato, é, a poetas independentes, com um estilo não aceito pela mídia, tal como o compositor e poeta brasileiro Jorge Mautner que, por suas referências literárias e seu trabalho majoritariamente musical, não ocupa um grande espaço nas preocupações, nem do meio literário, nem do meio musical.